# Magnus Magnusson (Filmschaffender)
Magnus Magnusson (*  15. Juni 1941 in Lund, Schweden) ist ein ehemaliger Filmschaffender, der hauptsächlich als Requisiteur, Szenenbildner, Dekorateur und Regisseur in dänischen und schwedischen Film- und Fernsehproduktionen mitwirkte.

## Biografie
Der gebürtige Schwede Magnusson arbeitete zunächst als Buchhalter und Ökonom in Lund. Während seines Studiums der Theaterwissenschaften in Stockholm assistierte er bei dem schwedischen Film Das Ende einer großen Liebe von Bo Widerberg. Nach seinem Studium kam er in Kontakt mit dänischen Filmemachern. Magnusson zog nach Dänemark und bekam im März 1967 bei Nordisk Film eine Anstellung, wo er für das Szenenbild, den Bau von Dekorationen und die Bereitstellung von Requisiten in vielen dänischen Fernseh- und Filmproduktionen verantwortlich war. Seine wichtigsten Stationen waren dabei Oh, diese Mieter, Privatdetektiv Anthonsen, Die Leute von Korsbaek, Forsvar, En kongelig familie und Bryggeren. 1986 gab Magnusson seine Festanstellung bei Nordisk Film auf und wirkte anschließend als freier Mitarbeiter bei verschiedenen dänischen, schwedischen und internationalen Produktionen mit wie Pelle, der Eroberer, Der Ochse, Return to Sender und Die fünfte Frau. Als Requisiteur und Bühnenbildner war er auch bei allen 14 dänischen Filmen der Olsenbande beteiligt und ebenso 1999 bei Olsenbandens aller siste kupp, dem letzten Film der norwegischen Olsenbande.
Als Schauspieler hatte er 1977 eine Nebenrolle in Die Olsenbande schlägt wieder zu und 1994 in Snøvsen ta'r springet. Bei vier dänischen Filmen war er auch als Regisseur tätig. Insgesamt war Magnusson in unterschiedlichen Positionen an über 60 Filmen beteiligt. 2007 ging er in den Ruhestand und ließ sich im dänischen Søby südlich von Herning nieder.

## Filmografie

### Requisiteur
- 1968: Die Olsenbande (Olsen-banden)
- 1968: Det var en lørdag aften (Requisiteurassistent)
- 1968: I den grønne skov
- 1969: Die Olsenbande in der Klemme (Olsen-banden på spanden)
- 1970: Løgneren
- 1970: Rend mig i revolutionen
- 1970: Ska' vi lege skjul?
- 1971: Die Olsenbande fährt nach Jütland (Olsen-banden i Jylland)
- 1971: Ballade på Christianshavn
- 1971: Hændeligt uheld
- 1972: Manden på Svanegården
- 1972: Operation Kirsebærsten
- 1972: Die Olsenbande und ihr großer Coup (Olsen-bandens store kup)
- 1973: Die Olsenbande läuft Amok (Olsen-banden går amok)
- 1974: Der (voraussichtlich) letzte Streich der Olsenbande (Olsen-bandens sidste bedrifter)
- 1975: Die Olsenbande stellt die Weichen (Olsen-banden på sporet)
- 1976: Die Olsenbande sieht rot (Olsen-banden ser rødt)
- 1976: Affæren i Mølleby
- 1977: Die Olsenbande schlägt wieder zu (Olsen-banden deruda’)
- 1978: Die Olsenbande steigt aufs Dach (Olsen-banden går i krig)
- 1979: Die Olsenbande ergibt sich nie (Olsen-banden overgiver sig aldrig)
- 1981: Die Olsenbande fliegt über die Planke (Olsen-bandens flugt over plankeværket)
- 1981: Die Olsenbande fliegt über alle Berge (Olsen-banden over alle bjerge)
- 1981: Jeppe på bjerget
- 1983: Forræderne
- 1982: Med lille Klas i kufferten
- 1984: Kopenhagen mitten in der Nacht (Midt om natten)
- 1984: Privatdetektiv Anthonsen (Anthonsen)
- 1985: Den kroniske uskyld
- 1985: Johannes' hemmelighed
- 1985: Smuglerkongen
- 1986: Mord im Dunkeln (Mord i mørket)
- 1986: Die Augen des Wolfes (Oviri)
- 1987: Pelle, der Eroberer (Pelle Erobreren)
- 1988: Katinka (Ved vejen)
- 1988: Mord im Paradies (Mord i Paradis)
- 1989: Tanzen mit Regitze (Dansen med Regitze)
- 1989: Kærlighed uden stop
- 1989: Valby – Das Geheimnis im Moor (Miraklet i Valby)
- 1990: Camping
- 1990: Manden der ville være skyldig
- 1991: Der Ochse (Oxen)
- 1992: Sofie
- 1993: Sort høst
- 1993: Det forsømte forår
- 1994: Snøvsen ta'r springet
- 1994: Good Night, Irene
- 1996: Bryggeren (Chefrequisiteur), dänische Fernsehserie
- 1997: Det store flip
- 1998: Der (wirklich) allerletzte Streich der Olsenbande (Olsen-bandens sidste stik)
- 1999: Olsenbandens aller siste kupp (norwegische Neuverfilmung)
- 1999: Klinkevals
- 2000: Juliane
- 2001: At klappe med een hånd
- 2002: Tinke – Kleines starkes Mädchen (Ulvepigen Tinke)
- 2002: Die fünfte Frau (Den 5:e kvinnan)
- 2003: Hodder rettet die Welt (En som Hodder)
- 2004: Return to Sender
- 2005: Springet
- 2007: Insel der verlorenen Seelen (De fortabte sjæles Ø)

### Kostümbildner
- 1972: Manden på Svanegården

### Dekorateur
- 1969: Stine og drengene
- 1969: Geld zum zweiten Frühstück (Tænk på et tal)
- 1970–1977: Oh, diese Mieter (Huset på Christianshavn, dänische Fernsehserie)
- 1975: Da Svante forsvandt
- 1978–1981: Die Leute von Korsbaek  (Matador, dänische Fernsehserie)
- 1982–1983: Een stor familie (dänische Fernsehserie)
- 2003:  Wolfszeit (Vargens tid)

### Inszenator
- 1968: Mig og min lillebror og storsmuglerne
- 1968: I den grønne skov
- 1968: Sådan er de alle
- 1985: Den kroniske uskyld

### Produktionsleiter
- 1976: Kassen stemmer

### Regisseur
- 1968: Mig og min lillebror og storsmuglerne
- 1968: Sådan er de alle
- 1979: Rend mig i traditionerne
- 1983: Kurt und Valde – Ganoven mit Charme (Kurt og Valde)

### Schauspieler
- 1977: Die Olsenbande schlägt wieder zu (Olsen-banden deruda)
- 1994: Snøvsen ta'r springet